# Fernande Welter-Klein
Fernande Welter-Klein (Linger, 3 april 1922 – Differdange, 7 januari 1984) was een Luxemburgs keramist.

## Leven en werk
Klein was als kunstenaar autodidact. In 1946 trouwde ze met Jos Welter. Ze maakten beiden keramisch werk. Ze waren lid van de kunstenaarsvereniging Cercle Artistique de Luxembourg en exposeerden geregeld op de jaarlijkse salon. Ze toonden hun werk daarnaast onder meer bij galerie Wierschen in Luxemburg-Stad (1966), in de gemeentelijke galerie van Esch-sur-Alzette (1968, 1972, 1978) op de internationale beurs van Brussel (1970), de Exposition Culturelle Luxembourgeoise in Aarlen (1972) en in de jaren 1970 bij de Quinzaine de la Poterie et de la Céramique in Nospelt. In 1974 ontvingen zij uit handen van prinses Marie Astrid van Luxemburg de Prix Grand-Duc Adolphe.
Fernande Welter-Klein overleed op 61-jarige leeftijd.
- Musée national d'archéologie, d'histoire et d'art: lkl004190